# Xanthia derasa
Xanthia derasa är en fjärilsart som beskrevs av W. Warren 1911. Xanthia derasa ingår i släktet Xanthia och familjen nattflyn. Inga underarter finns listade i Catalogue of Life.